# Музей сучасного мистецтва (Нью-Йорк)

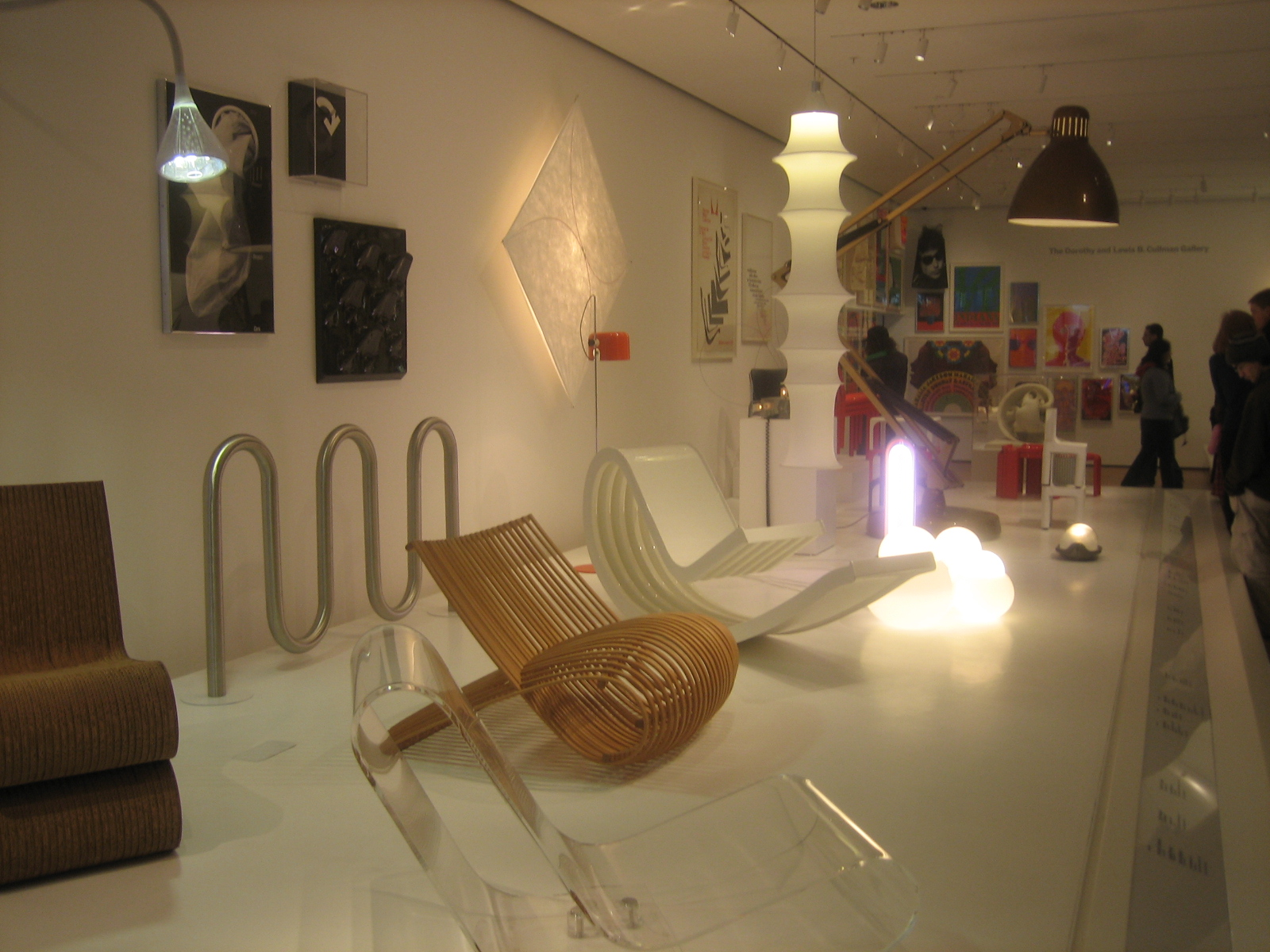
Всередині Музею Сучасного Мистецтва

Музей сучасного мистецтва (англ. Museum of Modern Art (MoMA)) відкритий у 1929, розташований у Мангеттенському Мідтауні в місті Нью-Йорк. Музей мистецтва — одна з найкращих колекцій сучасного мистецтва у світі.
Колекція музею включає архітектурні проекти, графіку, живопис, скульптури, фотографії, друковані видання, книжкові ілюстрації, кінофільми й пресу.
Багато людей вважають колекцію музею найкращим в світі зібранням шедеврів сучасного західного мистецтва — музей має понад 150 000 окремих витворів мистецтва та 22 000 фільмів і 4 мільйони фотографій. В колекції бібліотеки понад 300 000 примірників книг і періодичних видань, а також понад 70 000 файлів художників.
Фундаторками музею були Еббі Олдріч Рокфеллер (дружина Джона Д. Рокфелера молодшого) та її подруги Лілі П. Бліс і Мері Квін Салліван.

## Окремі роботи з колекції музею

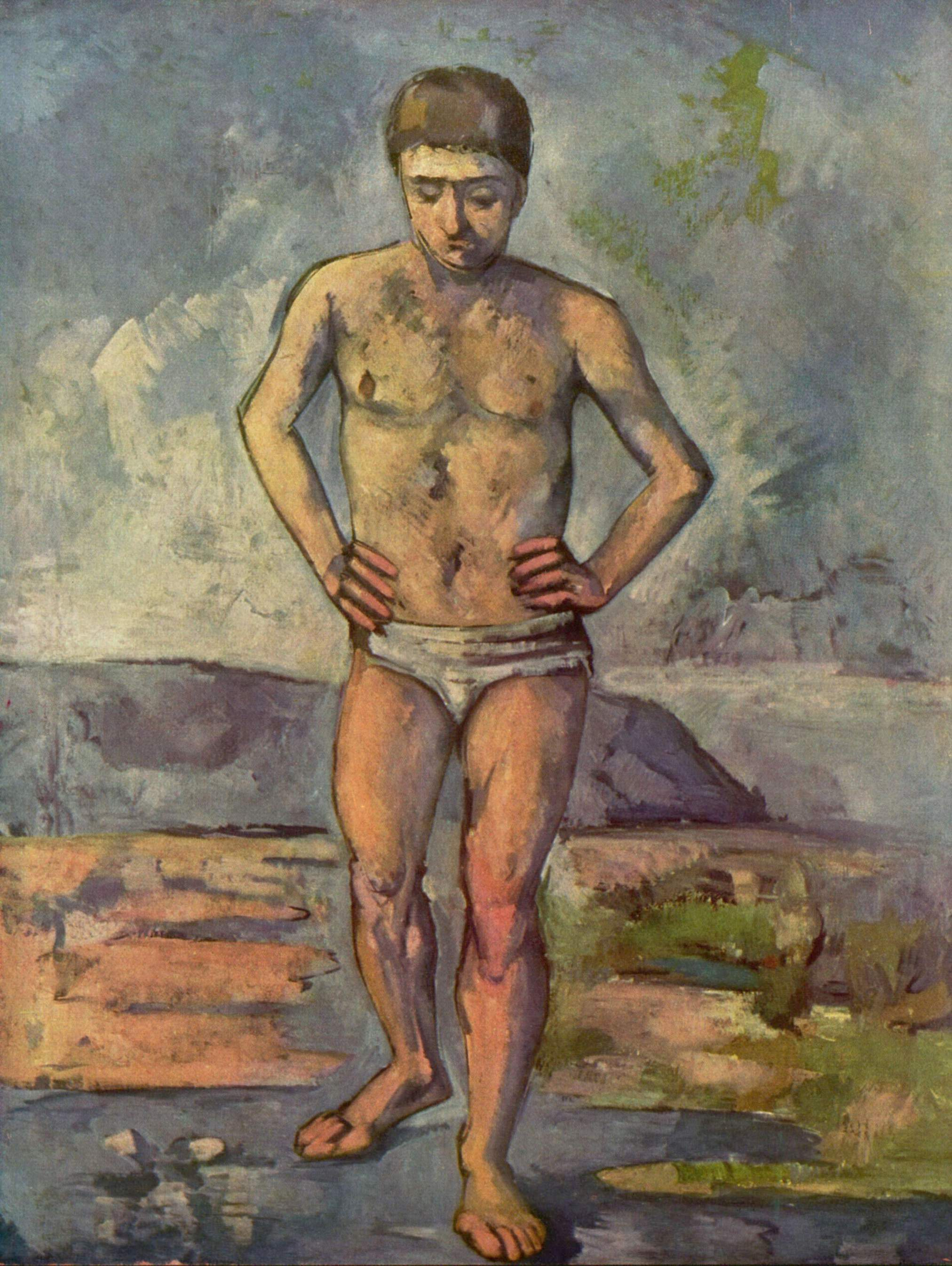
Поль Сезан, Той, що купається, 1885–87
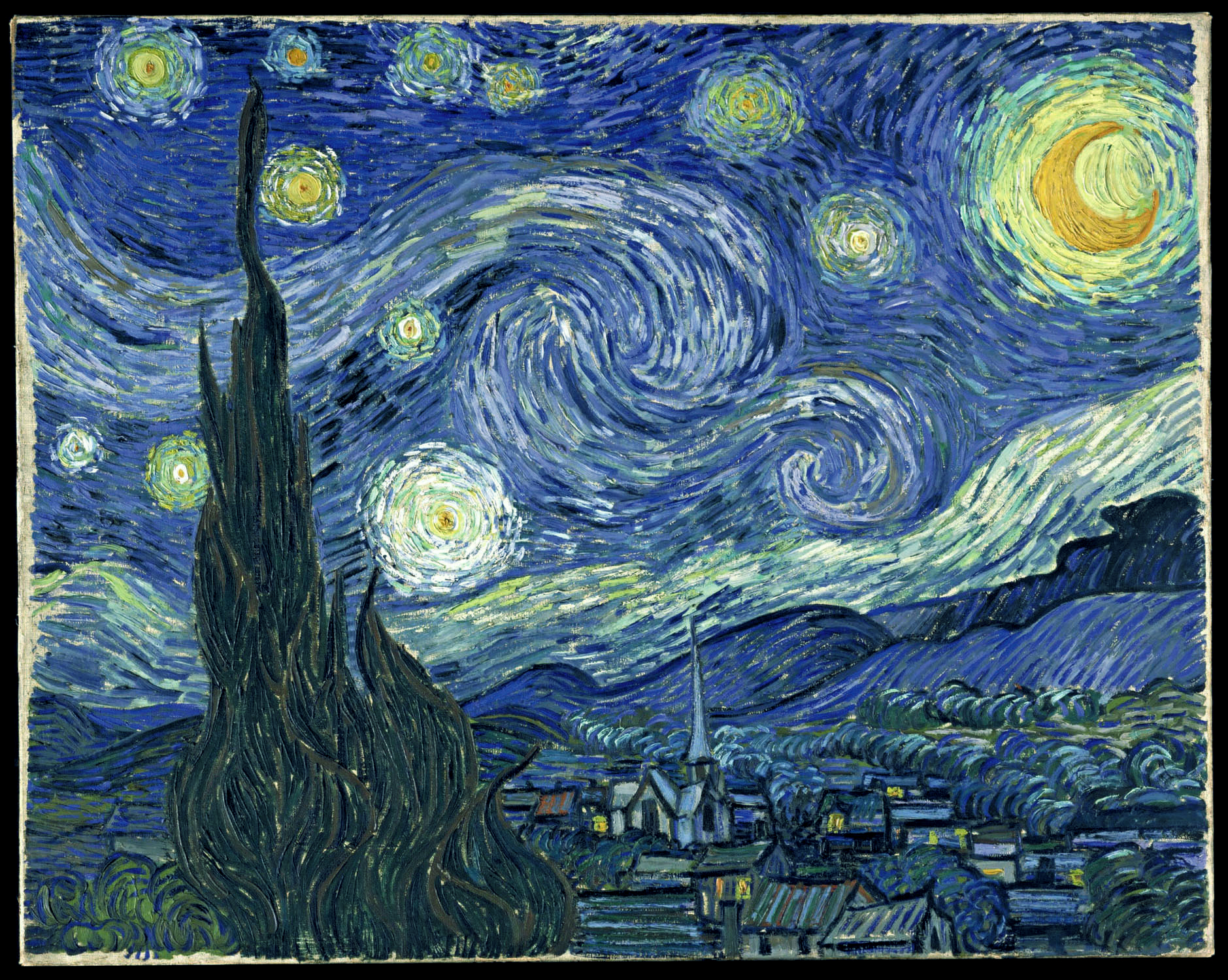
Вінсент ван Гог, Зоряна ніч, 1889
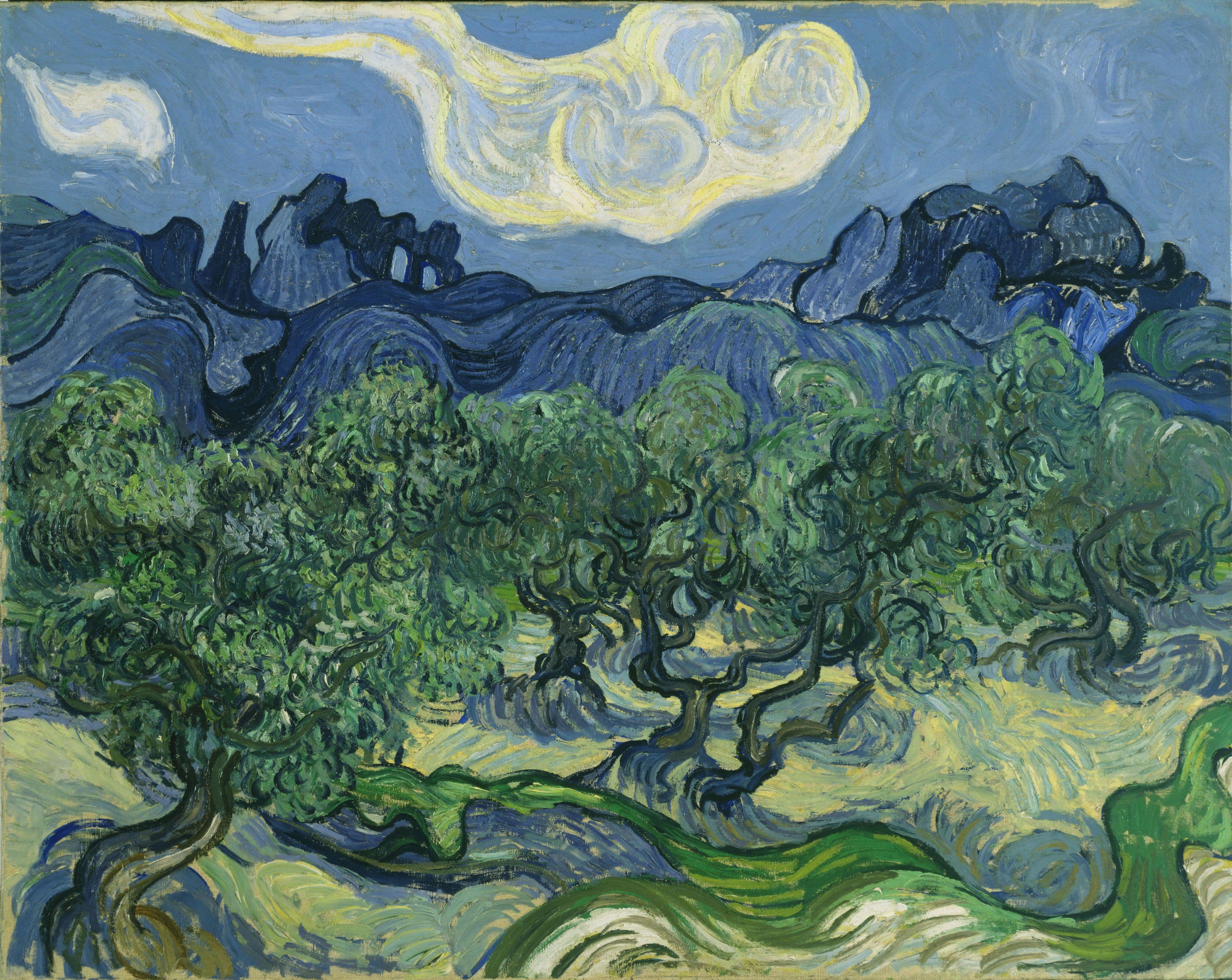
Вінсент ван Гог, Оливкові дерева на фоні хребта Альпіль, 1889
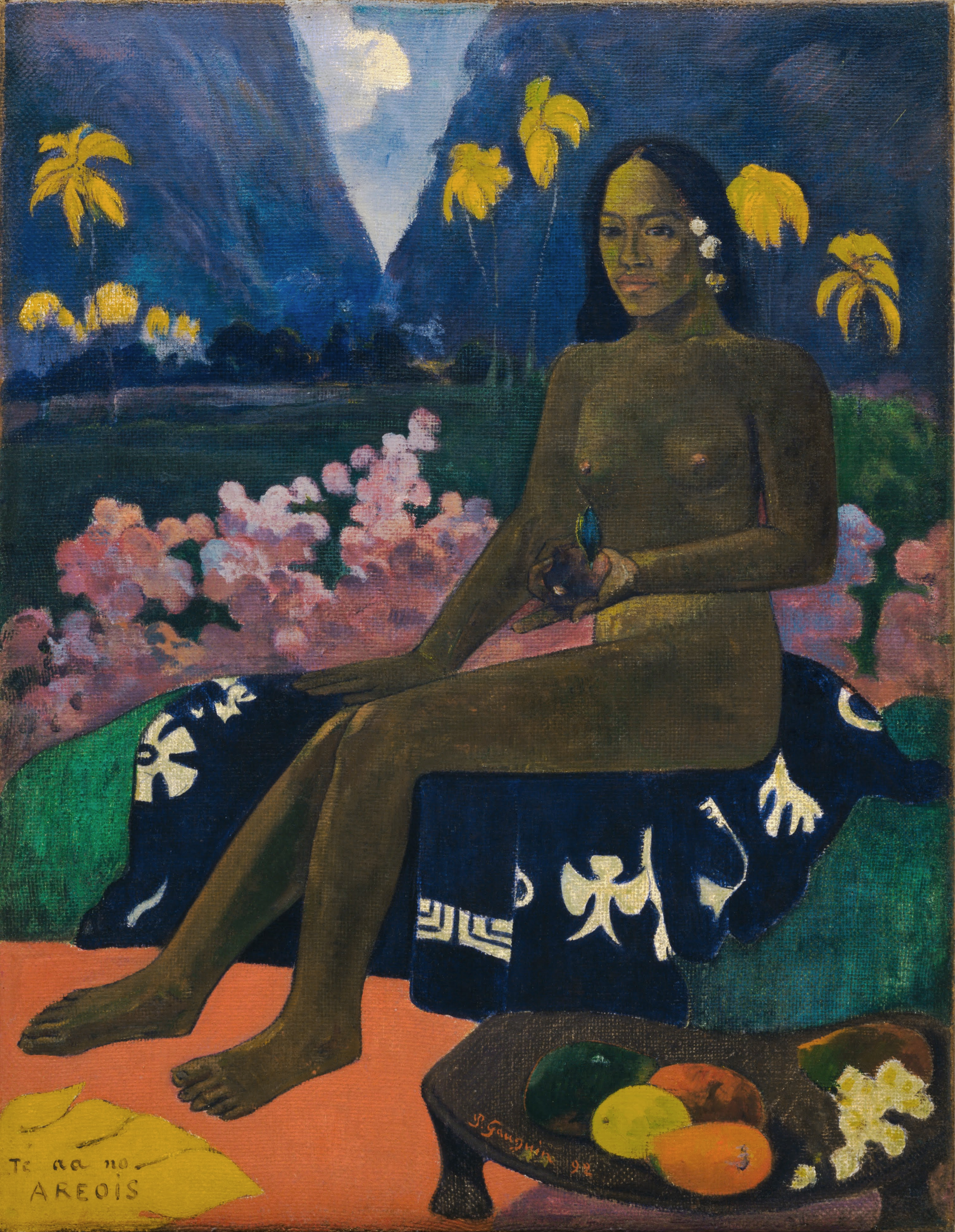
Поль Ґоґен, Te aa no areois (Насіння Ареої), 1892
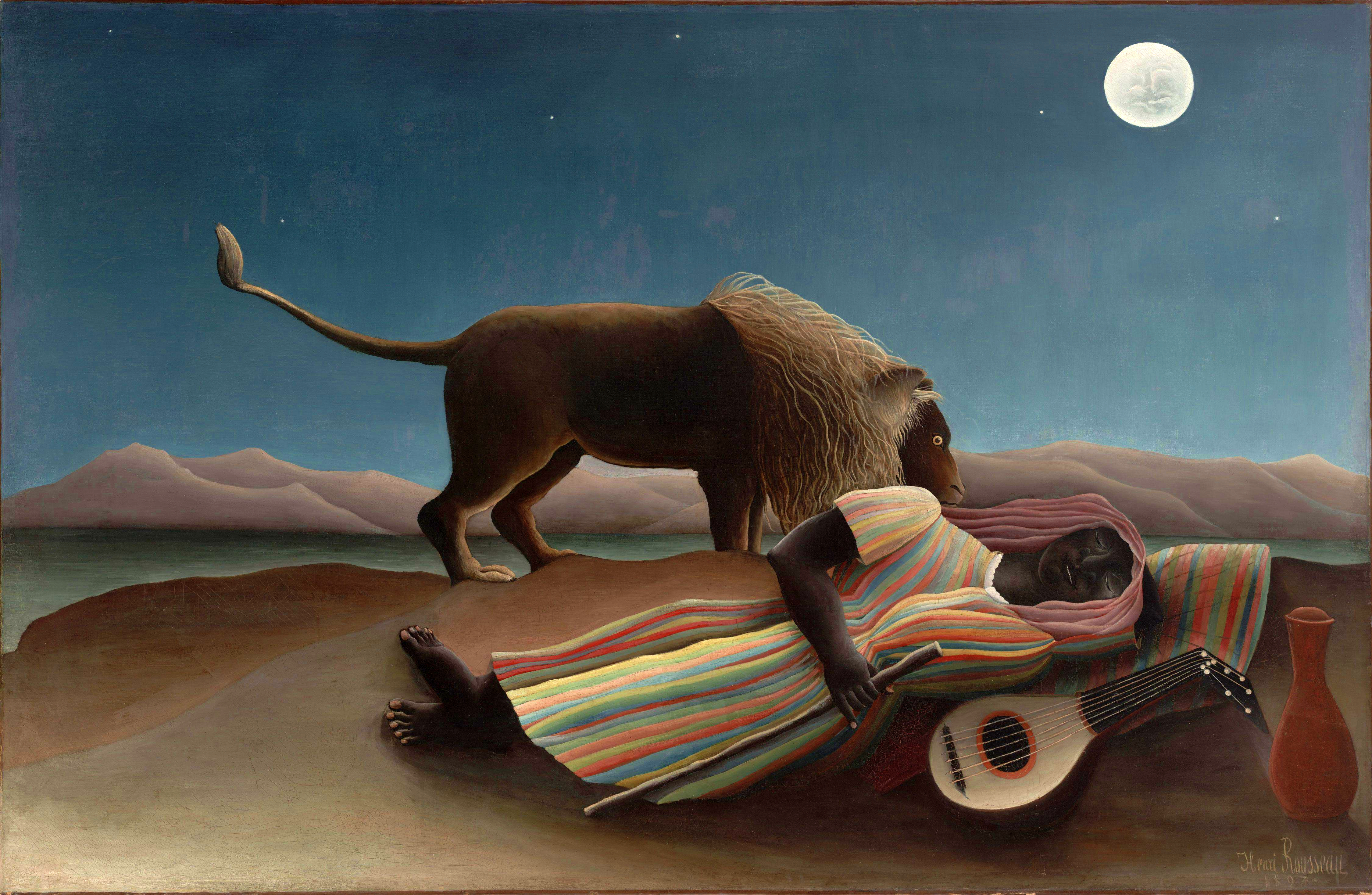
Анрі Руссо, La Bohémienne endormie (Сплячий циган – Zingara che dorme), 1897
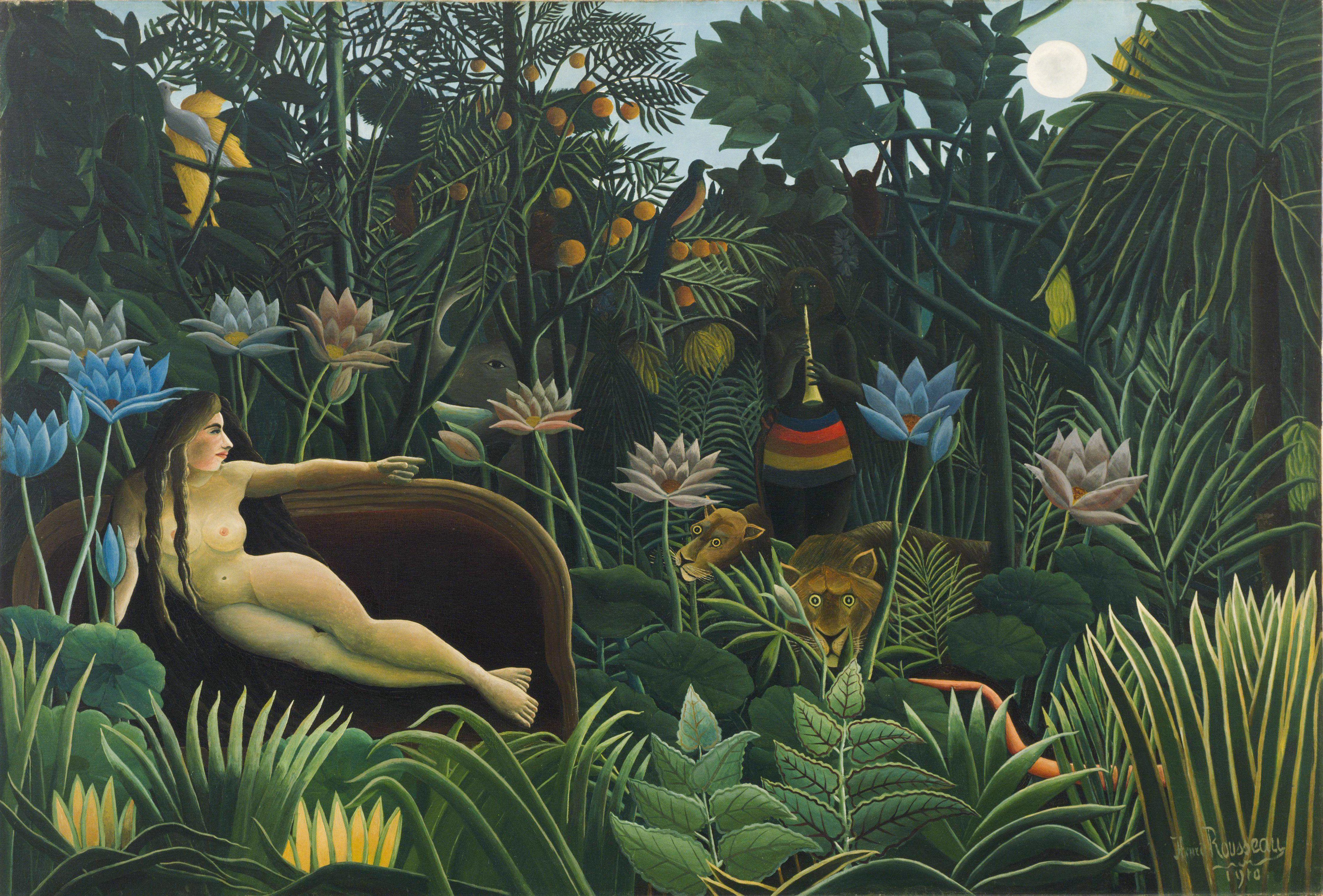
Анрі Руссо, Сон, 1910
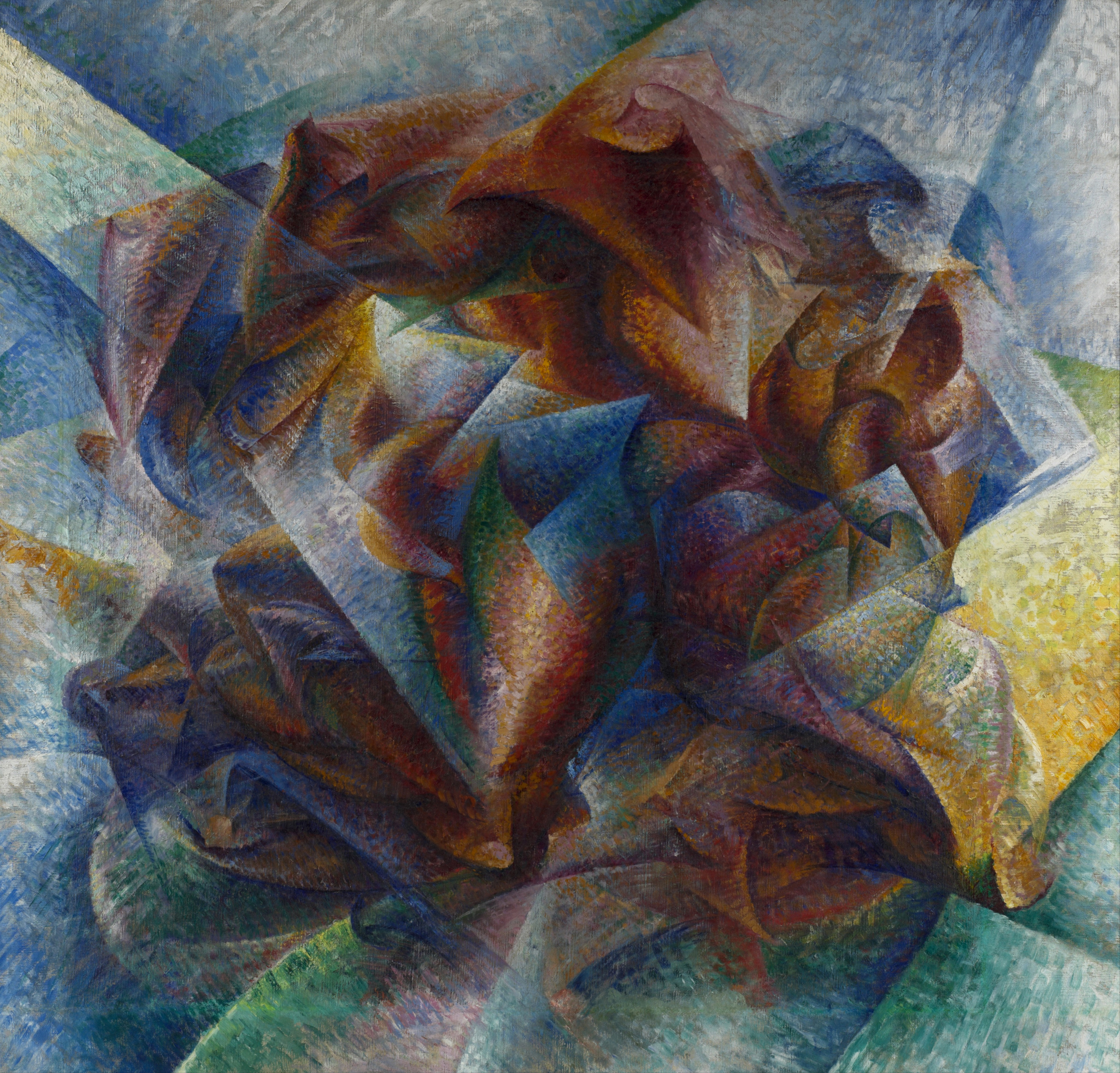
Умберто Боччоні, Динамізм футболіста, 1913, олійна фарба по полотну, 193.2 x 201 см
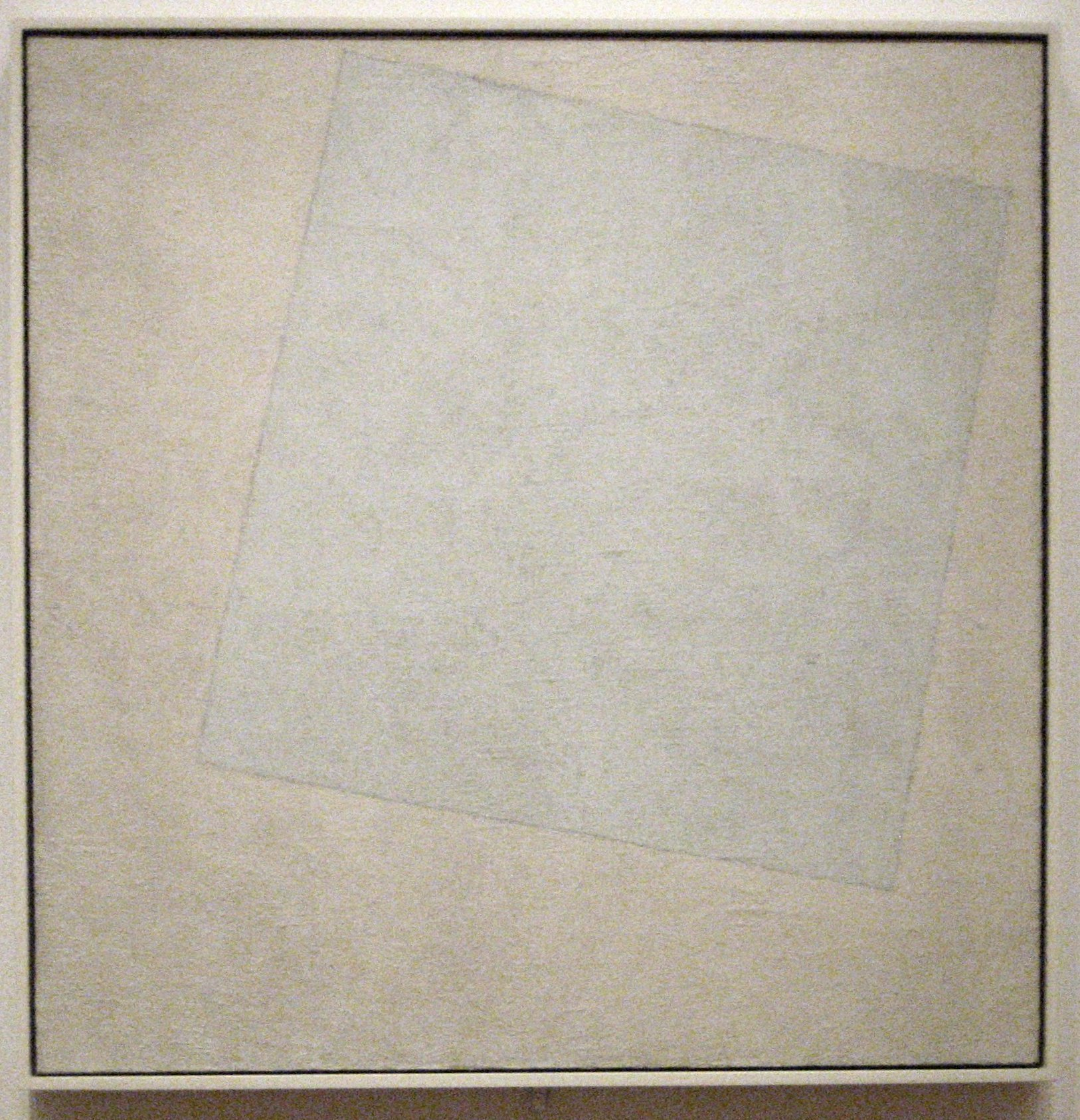
Казимир Малевич, Суперматистська композиція: Біле на білому, 1918